# Pseudotaxiphyllum fauriei
Pseudotaxiphyllum fauriei är en bladmossart som beskrevs av Iwatsuki 1987. Pseudotaxiphyllum fauriei ingår i släktet Pseudotaxiphyllum och familjen Plagiotheciaceae. Inga underarter finns listade i Catalogue of Life.